# Pg (Unix)
pg (/usr/bin/pg) ist ein Filterprogramm, das in vielen UNIX-Derivaten wie auch verschiedenen UNIX-artigen Systemen existiert und mit dem sich Datenströme paginiert anzeigen lassen.
In seiner Funktion ähnelt es more, wurde zum Unterschied von diesem aber nicht in der POSIX-Definition aufgenommen, wiewohl es im ursprünglichen AT&T-UNIX enthalten war und in von dieser Codebase abgeleiteten Systemen (z. B. AIX, HP-UX, Solaris) auch immer noch ist.
Als der POSIX-Standard entwickelt wurde, gab es Requests für less, more und pg. pg war hauptsächlich in von AT&T abgeleiteten Systemen verbreitet, less hauptsächlich in jenen Systemen, die sich von der Berkeley-Linie BSD ableiteten. Hingegen war more auf allen diesen Systemen vorhanden, weshalb dieses für den Standard ausgewählt wurde.